# Châtillon-sur-Morin
Châtillon-sur-Morin is een gemeente in het Franse departement Marne (regio Grand Est) en telt 163 inwoners (1999). De plaats maakt deel uit van het arrondissement Épernay.

## Geografie
De oppervlakte van Châtillon-sur-Morin bedraagt 17,2 km², de bevolkingsdichtheid is 9,5 inwoners per km².
De onderstaande kaart toont de ligging van Châtillon-sur-Morin met de belangrijkste infrastructuur en aangrenzende gemeenten.

## Demografie
Onderstaande figuur toont het verloop van het inwonertal (bron: INSEE-tellingen).